# Mandela y Fidel
 Mandela y Fidel  es una película documental de Cuba filmada en Eastmancolor dirigida por Estela Bravo y Ernesto Mario Bravo según su propio guion que se estrenó en 2013 y que tuvo como figuras principales a Fidel Castro y Nelson Mandela.

## Sinopsis
Cuando en 1991 Mandela visitó Cuba, un año después de salir de prisión, conoció personalmente al Presidente Fidel Castro y comenzaron una estrecha amistad que se acrecentó con sus numerosos encuentros, que culminaban en un abrazo y una exclamación de “My brother”, “Mi hermano”.

## Los directores
Estela Castro Estela es norteamericana, hija de un activo sindicalista en Estados Unidos, un defensor de la España Republicana y un antifascista en la Segunda Guerra Mundial. Lleva hechos más de 30 filmes documentales sobre eventos de América Latina, África, el Caribe y los Estados Unidos, que se han exhibido en muchos festivales de cine y estaciones de televisión.
Ernesto Mario Bravo es un bioquímico argentino que conoció en Europa a Estela Bravo, con quien se casó. Después de vivir ocho años en Argentina se radicaron en Cuba donde es profesor de la Facultad de Medicina.